# Maike Diekmann
Maike Diekmann (verheiratete Maike Betts, * 19. Juli 1994 in Otjiwarongo) ist eine ehemalige namibische Ruderin. Sie war die erste Namibierin, die sich in dieser Sportart für die Olympischen Sommerspiele qualifizieren konnte. Diekmann ist Deutschnamibierin.
Sie nahm an den Olympischen Sommerspielen 2020, die vom 23. Juli bis 8. August 2021 in Tokio ausgetragen wurden, teil. Am Ende landete sie auf Rang 18. Diekmann qualifizierte sich hierfür im Einer im Oktober 2019. Während der Eröffnungsfeier war sie gemeinsam mit dem Boxer Jonas Junias die Fahnenträgerin ihrer Nation.
Zu Diekmanns größten Erfolgen zählt die Goldmedaille bei den Ruder-Afrikameisterschaften 2019 in Tunesien, der sechste Rang beim Ruder-Weltcup  III 2021 auf dem Lago di Sabaudia im italienischen Sabaudia. Bei den Ruder-Weltmeisterschaften 2018 und 2019 wurde Diekmann im C-Finale Vierte.
Diekmann ruderte in der Vergangenheit u. a. beim Rhodes University Rowing Club und rudert seit 2017 beim Tuks Rowing Club im südafrikanischen Pretoria.
Ihre Persönliche Bestzeit über die olympische Distanz von 2000 Metern ist 7:35,15 Minuten, aufgestellt am 29. August 2019 bei den Weltmeisterschaften.
Im September 2022 erklärte Diekmann ihren Rücktritt.